# Piolenc
 Piolenc  es una población y comuna francesa, en la región de Provenza-Alpes-Costa Azul, departamento de Vaucluse, en el distrito de Aviñón y cantón de Orange-Ouest.
Está integrada en la Communauté de communes Aygues Ouvèze en Provence.

## Demografía
| 1868 | 2184 | 2594 | 3259 | 3830 | 4296 |
| Para los censos de 1962 a 1999 la población legal corresponde a la población sin duplicidades (Fuente: INSEE [Consultar]) |      |      |      |      |      |

Su aglomeración urbana, que incluye Uchaux, tenía 5761 habitantes en el censo de 1999. 